# Come sigillo sul tuo cuore
Come sigillo sul tuo cuore (titolo originale De största vatten) è un romanzo giallo dello scrittore svedese Arne Dahl (pseudonimo di Jan Lennart Arnald) pubblicato in Svezia nel 2002.
È il quinto romanzo dello scrittore svedese pubblicato sotto il suo pseudonimo, quinto libro della serie del "Gruppo A".
La prima edizione del romanzo è stata pubblicata nell'anno 2014 da Marsilio.

## Trama
Nella periferia di Stoccolma viene effettuata un'irruzione da parte della polizia, causando la morte di un profugo sudafricano. A capo dell'operazione c'è Dag Lundmark, ex compagno di Kerstin Holm, rientrato in servizio dopo un passato da alcolista. Kerstin porta ancora al dito l'anello di fidanzamento dell'uomo e sarà proprio lei a doverlo interrogare, assieme al collega Paul Hjelm, per capire se la morte del sudafricano è avvenuta per legittima difesa o se c'è stato un eccesso di violenza da parte della polizia.
Da qui partiranno le indagini che coinvolgeranno una ditta farmaceutica, un presunto killer suicida e i misteriosi messaggi dai richiami biblici lasciati da Lundmark, resosi nel frattempo irreperibile.

## Edizioni
- Arne Dahl, Come sigillo sul tuo cuore, traduzione di Carmen Giorgetti Cima, Marsilio, 2014. ISBN 978-88-317-2000-7.